# Marc Bischofberger
Pour les articles homonymes, voir Bischofberger.
Marc Bischofberger est un skieur acrobatique suisse né le 26 janvier 1991. Il a remporté la médaille d'argent de l'épreuve de skicross aux Jeux olympiques d'hiver de 2018.

## Palmarès

### Jeux olympiques
| Édition / Épreuve   | Skicross |
| ------------------- | -------- |
| JO 2018 Pyeongchang | Argent   |

### Championnats du monde
| Édition / Épreuve           | Skicross |
| --------------------------- | -------- |
| Mondiaux 2015 Kreischberg   | 16e      |
| Mondiaux 2017 Sierra Nevada | 10e      |
| Mondiaux 2021 Idre Fjäll    | 27e      |

### Coupe du monde
- Meilleur classement au général : 9e en 2018.
- 1 petit globe de cristal :
  - Vainqueur du classement skicross en 2018.
- 9 podiums dont 4 victoires.

| Saison/Classement | Général | Général | Skicross | Skicross |
| Saison/Classement | Class.  | Points  | Class.   | Points   |
| ----------------- | ------- | ------- | -------- | -------- |
| 2014              | 132e    | 9       | 31e      | 95       |
| 2015              | 41e     | 22      | 11e      | 246      |
| 2016              | 164e    | 4.58    | 38e      | 55       |
| 2017              | 31e     | 31.43   | 6e       | 440      |

| Saison / Épreuve | Skicross      |
| ---------------- | ------------- |
| 2014-2015        | Val Thorens   |
| 2017-2018        | Innichen (x2) |
| 2019-2020        | Sunny Valley  |
| Total            | 4             |